# Intertoto Cup 1972
De Intertoto Cup was sinds 1967 een mogelijkheid voor ploegen om in de zomer te kunnen blijven voetballen. Deze editie van 1972 werd zoals gebruikelijk gehouden tijdens deze zomerstop. Er werden alleen groepswedstrijden georganiseerd, omdat het onhaalbaar bleek om nog knock-outronden te spelen na de zomerstop. Clubs hadden daarvoor een te druk programma en de UEFA had bepaald dat ploegen die al aan UEFA-toernooien zoals de twee edities van de Europa Cup meededen, niet mochten deelnemen aan andere toernooien.
Aan deze editie van het toernooi deden 32 ploegen mee, vier meer dan vorig jaar. Er waren acht groepen van vier teams. Elk team speelde zes wedstrijden. Er deden zes teams mee uit Zweden, vier uit Denemarken, Oostenrijk, Polen Tsjecho-Slowakije, West-Duitsland en Zwitserland en twee uit Frankrijk.
Het Tsjecho-Slowaakse AC Nitra uit groep één deed het het beste van het toernooi. Het won al zijn wedstrijden en haalde zo als enige de volle twaalf punten.

## Eindstanden

### Groep 1
| plaats | Club                 | Doelpunten | Punten |
| ------ | -------------------- | ---------- | ------ |
| 1.     | AC Nitra             | 19 : 5     | 12     |
| 2.     | Tirol Innsbruck      | 12 : 13    | 4      |
| 3.     | Kjøbenhavns Boldklub | 10 : 13    | 4      |
| 4.     | Örgryte IS           | 11 : 21    | 4      |

### Groep 2
| plaats | Club             | Doelpunten | Punten |
| ------ | ---------------- | ---------- | ------ |
| 1.     | IFK Norrköping   | 10 : 7     | 8      |
| 2.     | Austria Salzburg | 11 : 9     | 8      |
| 3.     | FC Winterthur    | 9 : 8      | 6      |
| 4.     | Gornik Walbrzych | 3 : 9      | 2      |

### Groep 3
| plaats | Club                | Doelpunten | Punten |
| ------ | ------------------- | ---------- | ------ |
| 1.     | AS Saint-Étienne    | 12 : 2     | 10     |
| 2.     | Wisła Kraków        | 12 : 3     | 7      |
| 3.     | BSC Young Boys Bern | 4 : 17     | 4      |
| 4.     | Atvidabergs FF      | 6 : 12     | 3      |

### Groep 4
| plaats | Club             | Doelpunten | Punten |
| ------ | ---------------- | ---------- | ------ |
| 1.     | Slavia Praag     | 9 : 5      | 7      |
| 2.     | Malmö FF         | 15 : 12    | 7      |
| 3.     | OGC Nice         | 11 : 14    | 5      |
| 4.     | Alemannia Aachen | 7 : 11     | 5      |

### Groep 5
| plaats | Club              | Doelpunten | Punten |
| ------ | ----------------- | ---------- | ------ |
| 1.     | Slovan Bratislava | 16 : 7     | 10     |
| 2.     | Vienna            | 9 : 10     | 6      |
| 3.     | FC Zürich         | 8 : 8      | 5      |
| 4.     | Djurgardens       | 6 : 14     | 3      |

De Wedstrijd Slovan Bratislava vs. Vienna werd niet gespeeld, er werd een 5-0-overwinning voor Slovan Bratislava geregistreerd. Reden voor de afgelasting zou de bizarre beslissing zijn dat spelers van Vienna het land (Tsjecho-Slowakije) niet in mochten komen omdat hun haar te lang was.

### Groep 6
| plaats | Club                   | Doelpunten | Punten |
| ------ | ---------------------- | ---------- | ------ |
| 1.     | Eintracht Braunschweig | 15 : 5     | 9      |
| 2.     | ZVL Zilina             | 11 : 11    | 8      |
| 3.     | Landskrona BoIS        | 7 : 6      | 6      |
| 4.     | Vejle BK               | 5 : 16     | 1      |

### Groep 7
| plaats | Club             | Doelpunten | Punten |
| ------ | ---------------- | ---------- | ------ |
| 1.     | Hannover 96      | 15 : 10    | 9      |
| 2.     | Grasshopper-Club | 12 : 7     | 7      |
| 3.     | Stal Mielec      | 13 : 12    | 7      |
| 4.     | Hvidovre IF      | 5 : 16     | 1      |

### Groep 8
| plaats | Club                 | Doelpunten | Punten |
| ------ | -------------------- | ---------- | ------ |
| 1.     | VOEST Linz           | 10 : 8     | 7      |
| 2.     | Odra Opole           | 11 : 8     | 6      |
| 3.     | Rot-Weiss Oberhausen | 11 : 11    | 6      |
| 4.     | BK Frem              | 9 : 14     | 5      |

### Bron
1. ↑  (en)  Intertoto Cup 1972, RSSSF (zie onder "group 5"). Gearchiveerd op 18 januari 2022.